# National Treasure (minissérie)
National Treasure é uma minissérie de drama britânica de 2016 escrita por Jack Thorne e transmitida pelo Channel 4. É estrelada por Robbie Coltrane, Julie Walters, Tim McInnerny e Andrea Riseborough. O drama é inspirado na Operação Yewtree, uma investigação policial sobre abuso sexual que resultou no processo contra vários artistas veteranos da TV.

## Elenco
- Robbie Coltrane como Paul Finchley
- Julie Walters como Marie Finchley
- Andrea Riseborough como Danielle "Dee" Finchley
- Tim McInnerny como Sir Karl Jenkins
- Babou Ceesay como Jerome Sharpe
- Mark Lewis Jones como Gerry
- Nadine Marshall como DI Palmer
- Kate Hardie como Rebecca Thornton
- Susan Lynch como Christina Farnborough
- Graeme Hawley como Dan
- Cara Barton como Dee Finchley jovem
- William Wright-Neblett como Billy
- Trystan Gravelle como Paul Finchley jovem
- Lucy Speed como Marie Finchley jovem
- Kerry Fox como Zoe Darwin
- Renaee-Mya Warden como Frances
- Jeremy Swift como Simon

## Recepção
No Rotten Tomatoes, a minissérie detém um índice de aprovação de 100%, com base em 16 críticas, com uma nota média de 7,80/10. O consenso critico do site diz: "National Treasure oferece uma perspectiva única sobre os crimes cometidos por celebridades através dos olhos de seu agressor - e atuações emocionantes de um forte elenco".